# جیمی ویلسون (خواننده)
جیمی ویلسون (به انگلیسی: Jimmie Wilson) خواننده، ترانه سرا، بازیگرتئاتر آمریکایی است.
او همچنین در مسابقه آواز یوروویژن ۲۰۱۷ به همراه والنتینا مونتا نماینده سن مارینو بود .